# 스로르의 지도
스로르의 지도(Map of Throre)는 J. R. R. 톨킨의 호빗에 등장하는 참나무방패 소린의 할아버지 스로르가 난쟁이들의 왕국 에레보르가 스마우그에게 파괴되기 전에 그려놓은 지도이다. J. R. R. 톨킨은 호빗을 쓸 때 두번째로 만든 것이 이 지도라고 한다.
후에 간달프와 참나무방패 소린과 13가신, 빌보 배긴스가 에레보르를 되찾으러 가는 일행에서 이 지도를 보고 가게 된다.